# Morrison Hills
Morrison Hills är en kulle i Antarktis. Den ligger i Östantarktis. Nya Zeeland gör anspråk på området. Toppen på Morrison Hills är 2 621 meter över havet, eller 19 meter över den omgivande terrängen. Bredden vid basen är 0,84 km.
Terrängen runt Morrison Hills är kuperad åt sydväst, men åt nordost är den bergig. Trakten är obefolkad. Det finns inga samhällen i närheten.